# 7 de gener
El 7 de gener és el setè dia de l'any del calendari gregorià. Queden 358 dies per finalitzar l'any i 359 en els anys de traspàs.

## Esdeveniments
Països Catalans
Resta del món
- 1325, Regne de Portugal: Alfons IV accedeix al tron.
- 1558, Calais: les tropes franceses ocupen aquesta ciutat, la darrera possessió continental anglesa, amb la qual cosa acaba definitivament la Guerra dels Cent Anys.[cal citació]
- 1566, Roma: el Pius V és escollit papa.
- 1610, Pàdua, Itàlia: Galileo Galilei descobreix tres dels satèl·lits galileans de Júpiter: Ió, Europa i Cal·listo.
- 1781, Mobile, Florida espanyola: l'exèrcit espanyol resisteix la contraofensiva del Regne de la Gran Bretanya per recuperar la ciutat en el context de la Guerra d'Independència dels Estats Units.
- 2015, París: l'atemptat a la seu del Charlie Hebdo, de caràcter islamista, deixa dotze persones mortes i deu ferides.
- 2016, Zliten, Líbia: un grup de presumptes extremistes islàmics detonen un camió bomba en un centre de formació policial (Atemptat a Zliten).
- 2018, París, França: Samuel Ezeala, segon jugador de la Catalunya Sud en debutar a la primera divisió de la lliga francesa de rugbi, ho fa al Top 14 amb l'ASM Clermont.

## Naixements
Països Catalans
- 1833 - Tremp, Pallars: Josep Manyanet i Vives, prevere català.
- 1836 - València: Teodor Llorente, poeta i polític, màxim representant de la Renaixença valenciana.[1]
- 1841 - València: Antonio García Peris, fotògraf valencià.
- 1854 - Barcelona: Remei Morlius i Balanzó, poetessa, educadora i escriptora barcelonina.
- 1855 - Barcelona: Raimon Casellas i Dou, periodista, crític d'art, narrador modernista i col·leccionista català.
- 1873 - Barcelona: Joaquim Mir i Trinxet, pintor català.
- 1921 - Barcelona: Felícia Fuster i Viladecans, poeta, pintora i traductora catalana (m. 2012).[2]
- 1942 - El Portús, Rosselló: Jocelyne Jocya, cantant i compositora francesa de parla catalana (m. 2003).[cal citació]
- 1962 - Gratallops, Priorat: Josep-Enric Balaguer i Pelegrí, pintor català.[3]

Resta del món
- 891 - Còrdova, Al-Àndalus: Abd-ar-Rahman III, primer califa de Còrdova.
- 1502 - Bolonya, Itàlia: Ugo Buoncompagni, que regnà com a papa amb el nom de Gregori XIII.
- 1768 - Corti, Còrsega: Josep Bonaparte, rei de Nàpols (1806-1808) i rei d'Espanya (1808-1813). (m. 1844)
- 1800 - Nova York, EUA: Millard Fillmore, 13è president dels Estats Units.
- 1844 - Lorda: Bernadeta Sobirós, pastora gascona venerada com a santa.[4]
- 1864 - Boseong: Seo Jae-pil, polític de Corea del Sud.
- 1871 - Sant Africa, França: Émile Borel, matemàtic i polític (m. 1956).
- 1895 - Bucarest, Romania: Clara Haskil, pianista romanesa jueva (m. 1960).[5]
- 1899 - París, França: Francis Poulenc, compositor francès (m. 1963).[6]
- 1907 - Sant Sebastià, Espanya: Nicanor Zabaleta, músic, intèrpret d'arpa i pedagog (m. 1993).
- 1919 - 
  - Irun: Menchu Gal, pintora espanyola del segle xx, una de les principals artistes plàstiques de la postguerra.[7]
  - Saragossa (Espanya): Julián Gállego, historiador de l'art (m. 2006).
- 1922 - Marsella, França: Jean-Pierre Rampal, flautista francès.
- 1932 - Niça, França: Max Gallo, historiador, periodista, escriptor i eurodiputat francès.
- 1941 - Halifax, West Yorkshire, Anglaterra: John Ernest Walker, químic anglès, Premi Nobel de Química de l'any 1997.
- 1946 - Krotoszyn: Agnieszka Duczmal, directora d'orquestra polonesa, fundadora de l'Orquestra Amadeus de Poznań.[8]
- 1964 - Long Beach, Califòrnia, EUA: Nicolas Cage, actor de cinema estatunidenc.
- 1982 - Filadèlfia, Pennsilvània: Lauren Cohan, actriu i model britànico-estatunidenca.
- 1983 - San Fernando (Cadis), Espanya: Juan José Collantes Guerrero, futbolista.

## Necrològiques
Països Catalans
- 1867 - Barcelona: Antoni Casanovas i Bosch, empresari tèxtil i alcalde de Sabadell.
- 1947 - València: Bernat Morales i Sanmartín, dramaturg, novel·lista, compositor i periodista valencià (82 anys).
- 2011 - València: Joan Piquer i Simón, cineasta valencià (74 anys).
- 2023 - Teià: Toni Batllori, dibuixant d'humor i caricaturista català (n. 1951).

Resta del món
- 1325 - Santarem, Portugal: Dionís I de Portugal, rei de Portugal, fundador de l'Orde de Crist.
- 1536 - Kimbolton, regne d'Anglaterra: Caterina d'Aragó, filla petita dels Reis Catòlics i reina consort d'Anglaterra.[9]
- 1655 - Roma: Innocenci X, Papa de l'Església catòlica entre 1644 i 1655.
- 1715 - Cambrai, França: François Fénelon, teòleg i escriptor francès (63 anys).
- 1943 - Nova York, Estats Units d'Amèrica: Nikola Tesla, enginyer elèctric serbo-estatunidenc (n.1856).
- 1950 - Buenos Aires, Argentina: Alfonso Rodríguez Castelao, polític, escriptor, pintor i dibuixant gallec (63 anys).
- 1960, Kensington, RU, Dorothea Douglass Lambert Chambers, tennista britànica, guanyadora en set ocasions del Torneig de Wimbledon (n. 1878).[10]
- 1984 - Bandol, França: Alfred Kastler, Premi Nobel de Física francès (n. 1902).
- 1986 - Ciutat de Mèxic: Juan Rulfo, escriptor mexicà (68 anys).[11]
- 1989 - Tòquio (Japó): Hirohito, emperador del Japó (n. 1901).
- 1998 - Zúric (Suïssa): Vladimir Prelog, químic suís d'origen croata, Premi Nobel de Química de l'any 1975 (n. 1906).
- 2004 - Estocolm: Ingrid Thulin, actriu sueca de cinema i teatre (n. 1926).[12]
- 2015 - Ciutat de Mèxic: Julio Scherer García, periodista i escriptor mexicà, director del periòdic Excélsior (1968 -76) i fundador del setmanari Proceso.
- 2018 - Neuilly-sur-Seine, França: France Gall, cantant francesa (n. 1947).[13]
- 2021 - Belgrad: Biserka Cvejić, mezzosoprano sèrbia d'origen croat.[14]
- 2024 - Franz Beckenbauer, futbolista i entrenador alemany (n. 1945).[15]

## Festes i commemoracions
- Dia de Nadal de l'Església Ortodoxa.
- Onomàstica: Sants Ramon de Penyafort, dominic; Crispí de Pavia bisbe; Julià de Càller; Valentí de Passau, bisbe; Canut Lavard, màrtir; Tell de Solenhac; Reinald de Colònia, màrtir; beats Mateu Guimerà d'Agrigent, bisbe, i Ambrósio Fernandes, màrtir jesuïta; Polieucte de Melitene (a l'Església Apostòlica Armènia).